# 反應坐標

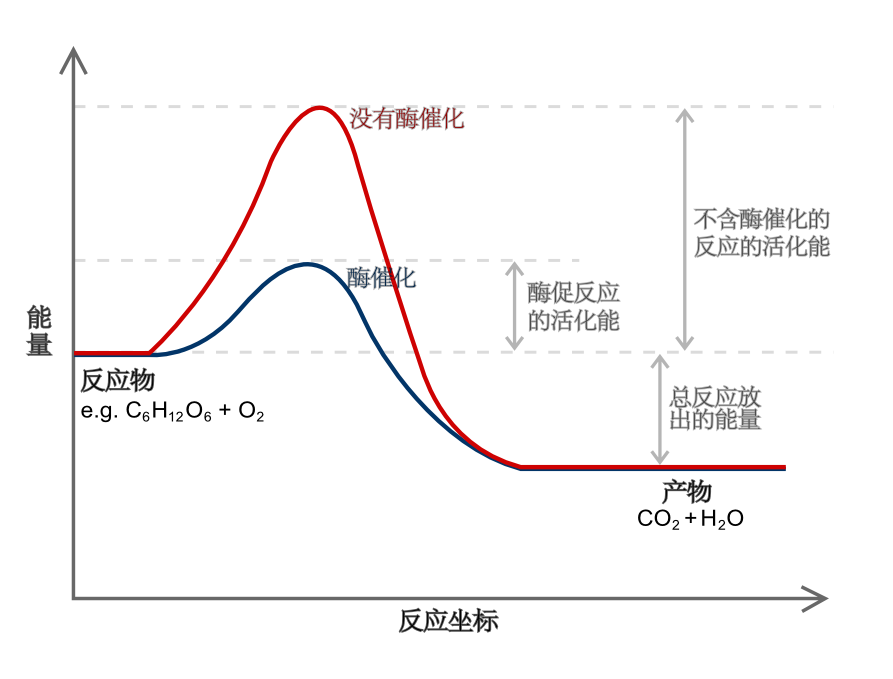
圖示為一個反應坐標，當中位於能量最高點的均為過渡態。紅色線表示了沒有加入催化劑（酶）因此具有較高的活化能，藍色線是加了催化劑後的情況。

反應坐標，或稱作能線圖是一種根據反應途徑加以圖像化的一維坐標，用以表達化學反應的進行過程。利用簡單的幾何圖表，加以表示單個或數個分子實體在化學反應中所經歷轉變的途徑。
這類坐標有時也可用鍵長、鍵角等參數來表示，但最常見的則是用自由能作為主要參數。一些非幾何參數有時會在更複雜的反應中使用，例如是不同分子實體的鍵級。
在過渡態理論中，反應坐標就是一組以曲線組成的坐標，用以表示某種化學實體由本身的結構，經變化成過渡態，最後演變成某結構的生成物的整個過程。在坐標中上升斜率最大的一個途徑，就是該反應的速率控制步驟。